# Tom Thomson
Thomas John Thomson (5. srpna 1877 Claremont, Ontario, Kanada – 8. července 1917 Canoe Lake v Algonkinském národním parku, Ontario) byl kanadský malíř známý novátorskou a expresivní malbou divoké přírody. 
Začínal jako grafický návrhář, profesionálním malířem se stal až ve svých 35 letech jako samouk. Věnoval se téměř výhradně krajinomalbě. Během své krátké kariéry vytvořil více než 400 malých olejových skic na dřevěných deskách a asi 50 maleb na plátně. Ovlivnil další kanadské umělce (Group of Seven), kteří po jeho předčasné smrti dál rozvíjeli jeho odkaz.

## Život
Tom Thomson vyrůstal na farmě v Ontariu uprostřed početné rodiny, byl šestý z deseti dětí. Kvůli svému křehkému zdraví často chyběl ve škole a volný čas využíval k pobytu v okolní přírodě. S otcem a dalšími členy rodiny rybařili, lovili a chodili na dlouhé procházky. Tom rád sportoval, byl výborný plavec a rybář. Neprojevoval výrazné výtvarné nadání. V roce 1901 začal navštěvovat obchodní školu v Chathamu, kde se seznámil se základy grafických technik a kaligrafie. Začátkem roku 1902 přešel na školu do Seattlu a po jejím dokončení získal zaměstnání jako rytec, kreslič a grafik ve firmě vyrábějící různé propagační tiskoviny. Přestože si dobře vydělával, chtěl se postavit na vlastní nohy a realizovat vlastní nápady.
V létě roku 1905 se přestěhoval do Toronta, kde pracoval ve fotogravírovací firmě a ve volném čase se vzdělával. Kolem roku 1909 Thomson nastoupil do firmy Grip Limited, která byla přední společností v oblasti grafického designu a využívala progresivní metody a nové umělecké styly. Právě zde se setkal s dalšími umělci, kteří povzbuzovali jeho tvůrčí ambice. Jejich společné výlety do přírody ho inspirovaly k zájmu o krajinomalbu. Mnozí se stali v roce 1920 zakládajícími členy známého uměleckého sdružení Group of Seven. Největší vliv na Thomsonovy malířské začátky měl umělecký ředitel firmy Grip J. E. H. MacDonald.
Thomsonův přechod od komerčního umění k vlastní originální tvorbě a malbě se datuje do roku 1912, kdy si pořídil malířské vybavení a začal pořizovat první skici na výletech do přírody. Důležitou úlohu v jeho dalším uměleckém vývoji měl mecenáš Dr. James MacCallum, který Thomsona seznámil na podzim roku 1913 s malířem A. Y. Jacksonem. Povzbuzovali ho, aby opustil místo ve firmě a stal se svobodným umělcem, i když neměl žádné formální malířské vzdělání. V tomto roce Thomson poprvé vystavoval a jeho obraz Severní jezero (Northen Lake) zakoupila ontarijská vláda.
V letech 1914–1917 Thomson strávil dlouhá období sám v kanadské divočině, kde dělal olejové náčrty na malé dřevěné desky. Oblíbil si především oblast národního parku Algonkin, kam jezdíval každý rok na jaře a na podzim se stanem, kánoí a malířskými potřebami. Tábořil, živil se lovem a rybařením nebo příležitostně pracoval jako strážce parku. Během zimy pak ve svém ateliéru v Torontu podle skic maloval velká plátna. Od roku 1914 byly jeho obrazy přijímány do sbírek Národní galerie.
Dne 8. července 1917 Thomson zmizel během výletu na kánoi po jezeře Canoe Lake v Algonkinském parku. Pozdě večer byla objevena prázdná obrácená kánoe a po osmi dnech bylo nalezeno v jezeře jeho tělo. Přesná příčina tragické smrti nebyla zjištěna, spekulovalo se i o vraždě nebo sebevraždě. Tom Thomson je pohřben v rodinném hrobě v Leithu. U jezera Canoe byla na jeho počest instalována pamětní deska.

## Tvorba

### Grafika

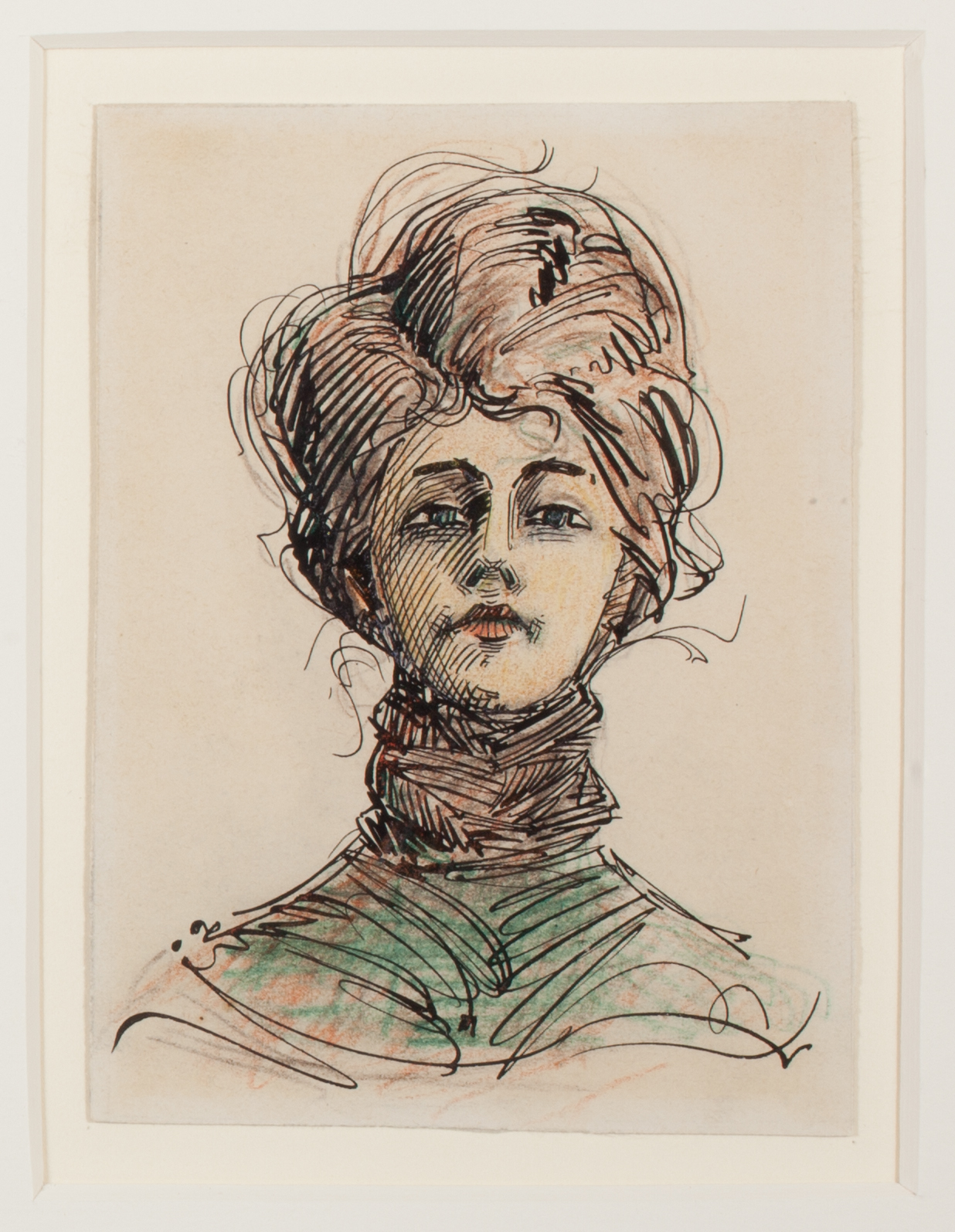
Studie ženské hlavy, 1903–1904 (inkoust a pastelka na papíře)

Vedle komerčních návrhů v rámci svého zaměstnání se Thomson pokoušel o vlastní grafickou tvorbu. Ovlivnily ho zejména černobílé ilustrace, které viděl v různých časopisech. Příkladem jeho rané grafické tvorby je skica Studie ženské hlavy (Study of a Woman’s Head) z roku 1903. V Torontu se seznámil s dalšími grafickými technikami, jako oceloryt a míchání barev (CMYK), které byly hodně používány ve stylu secese. Některé typické prvky z Thomsonových grafik se pak přenesly i do jeho malířské tvorby, například tvar stromů (The Jack Pine).

### Malba
Malbě se začal Thomson věnovat profesionálně v roce 1912, kdy při prvním výletu do Algonkinského národního parku nalezl inspiraci v krásné kanadské přírodě. Na výlety s sebou nosil skříňku s malířskými potřebami a několika dřevěnými deskami o rozměrech 21,6 × 26,7 cm. Při pochůzkách nebo jízdě na kánoi dělal na desky olejové náčrty přírodních zákoutí. Jednu část skříňky používal jako paletu, druhou jako podložku. Mezi lety 1912 a 1917 namaloval více než 400 těchto malých skic. Mnohé z nich jsou nyní považovány za plnohodnotná díla a vystavovány v oficiálních galeriích. Na desky používal břízu nebo překližku.
Skici sloužily Thomsonovi jako předloha pro velká plátna. Zatímco skici vznikaly v plenéru, obrazy maloval během zimy v ateliéru. Během svého života jich vytvořil kolem padesáti.
Jeho cílem nebylo pouze zobrazit syrovou krásu kanadské divočiny, ale chtěl vyjádřit její podstatu a sílu jejího působení na diváka. Zvláště obrazy z posledního období směřují od postimpresionismu k abstraktnímu expresionismu. Jeho umělecký styl postupoval z pochmurných šedých scén do zářivě barevných expozic, které se vyznačovaly rychlými a silně aplikovanými tahy štětcem.
K častým námětům jeho obrazů patřily stromy. Oblíbeným motivem byl osamělý strom na mírném kopečku u vodní hladiny (The West Wind). Rád zachycoval atmosféru a náladu různých zákoutí nebo přírodních scenérií, oblohu a stromy odrážející se ve vodní hladině, noční krajinu (Sunset, Northern River, Summer Day, Northern Lights). Instinktivní vnímání přírody je spojeno s hlubokým citem pro kompozici. 
Maloval také květiny, ale výhradně jen na skicách (Marguerites, Wild Flowers). Prokázal v nich velký cit pro barvy a jejich kombinování, ve spojení s černým pozadím vzniká až abstraktní efekt.
Člověk a jeho spojení s přírodou bylo méně častým námětem Thompsonových obrazů ( Figure of a Lady, The Fisherman). Na několika obrazech a skicách zachytil, jaké stopy zanechává v přírodě činnost člověka (Lumber Dam, The Drive, Bateaux).

## Galerie

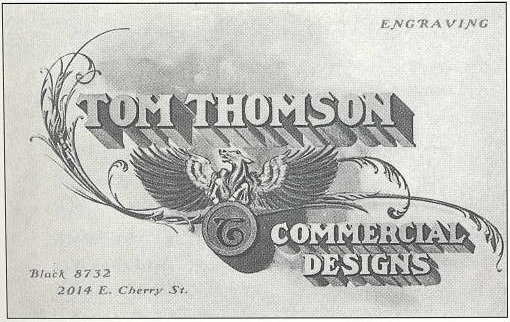
Vizitka – kolem 1904
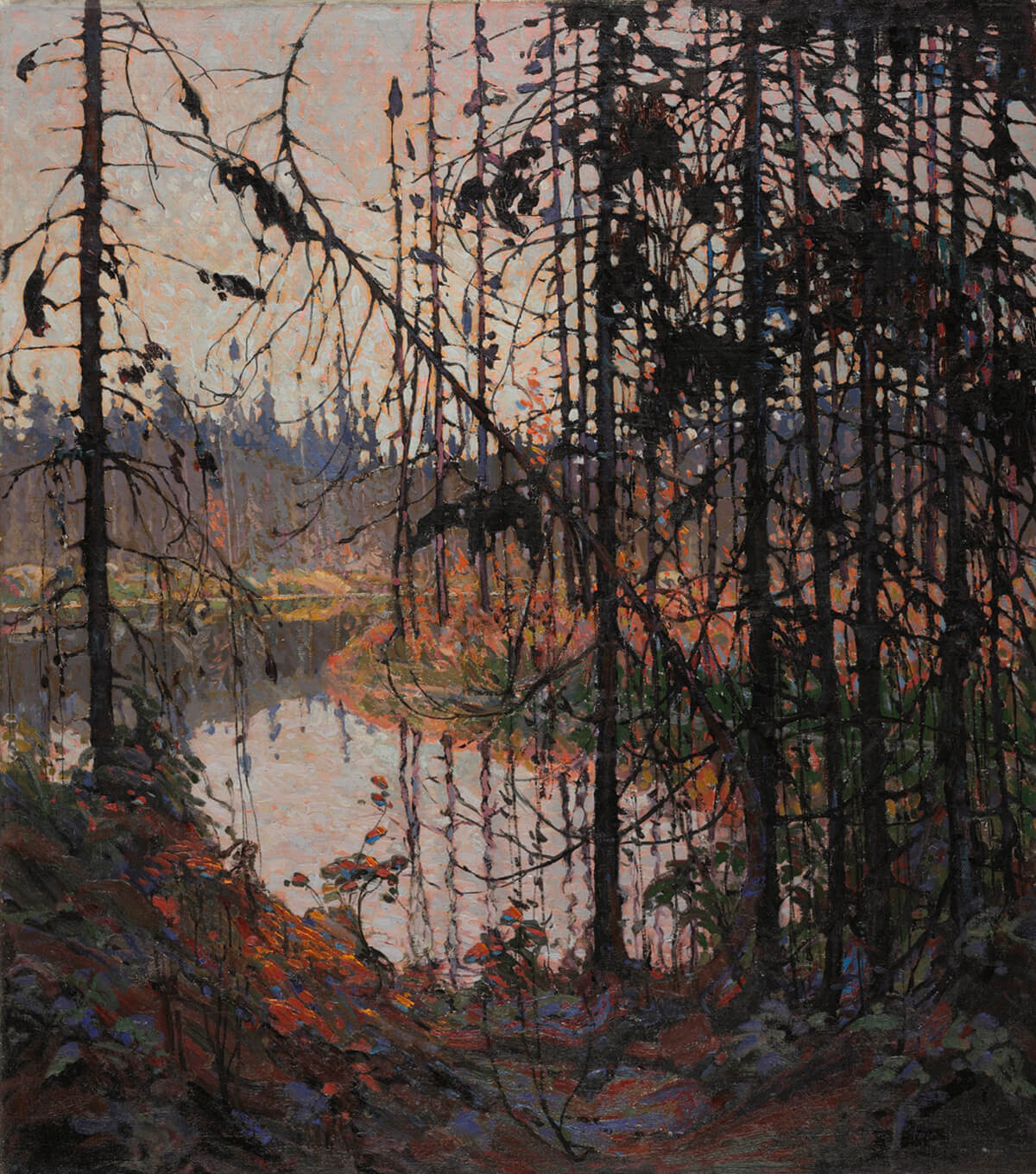
Severní řeka – 1914 (olej na plátně)
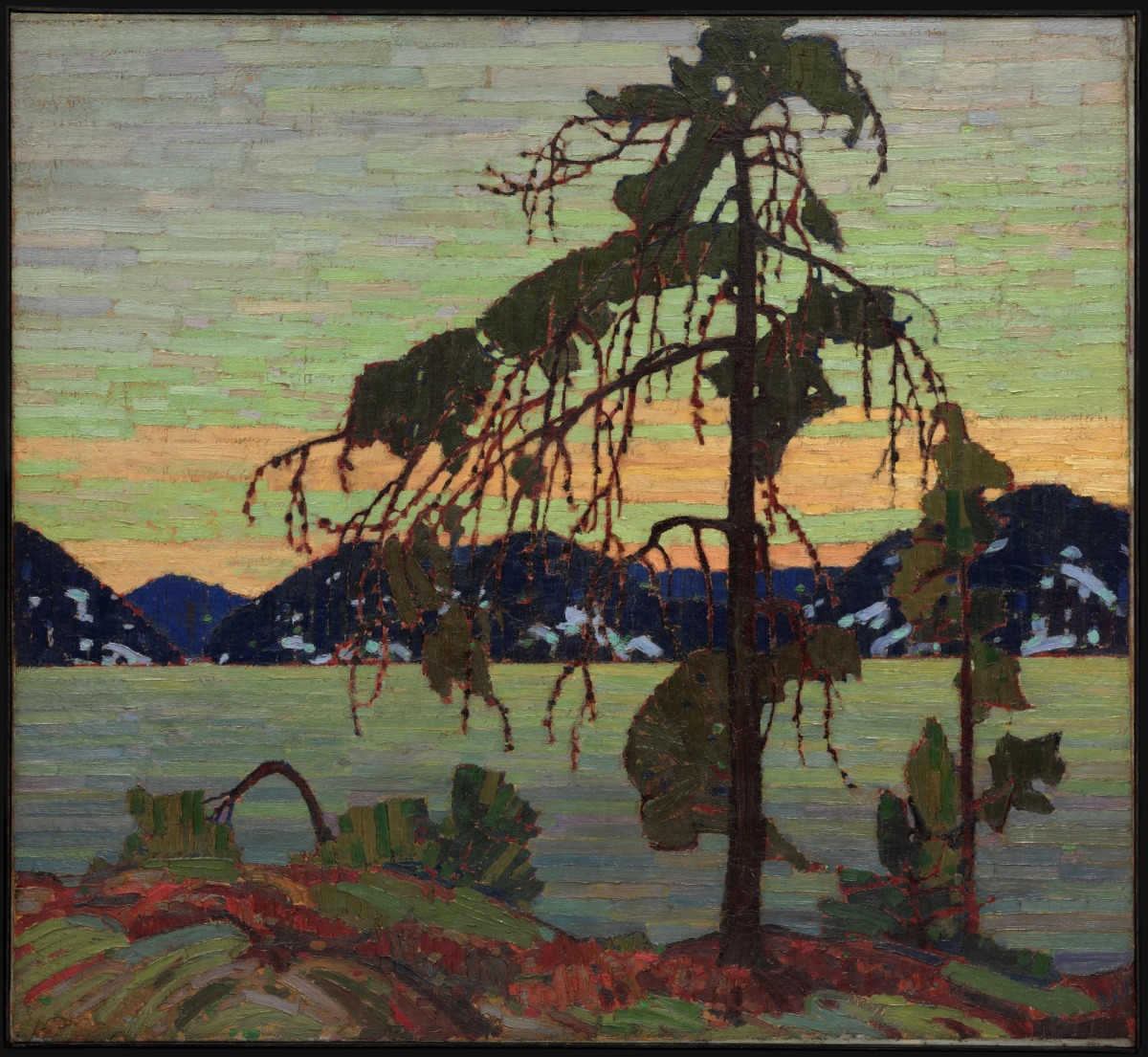
Jackova borovice – 1916–1917 (olej na plátně)
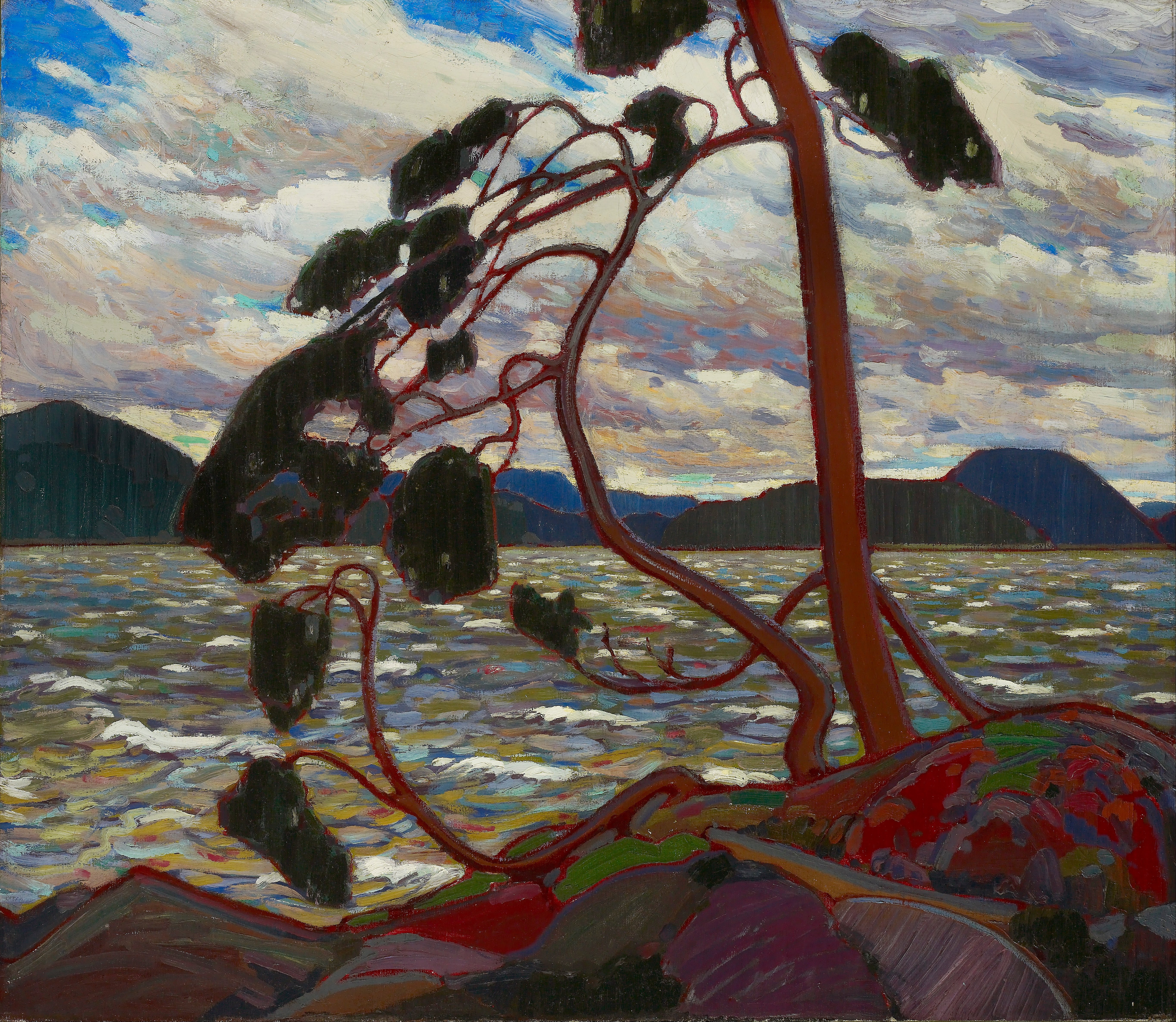
Západní vítr – 1916–1917 (olej na plátně)
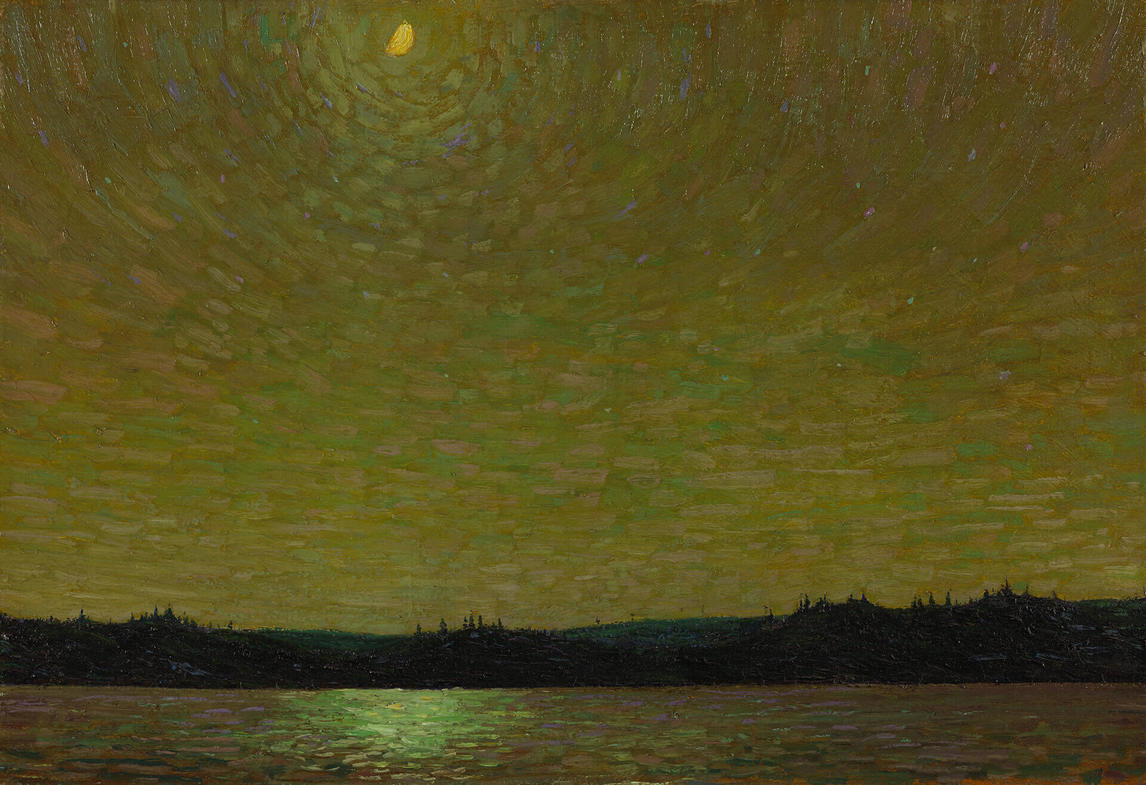
Měsíční světlo -1913–1914 (Olej na plátně
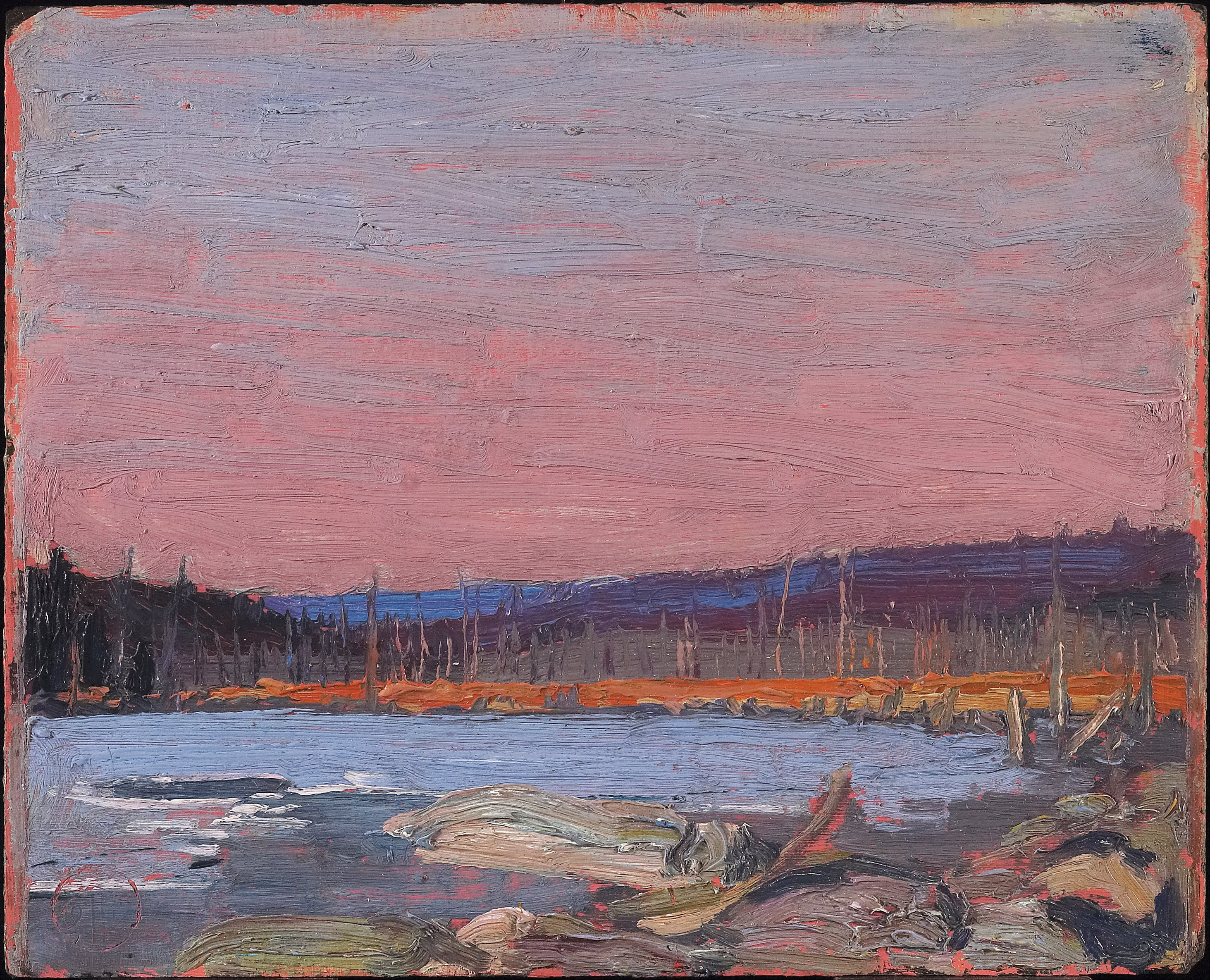
Severní jezero – 1912 (olej na dřevě)
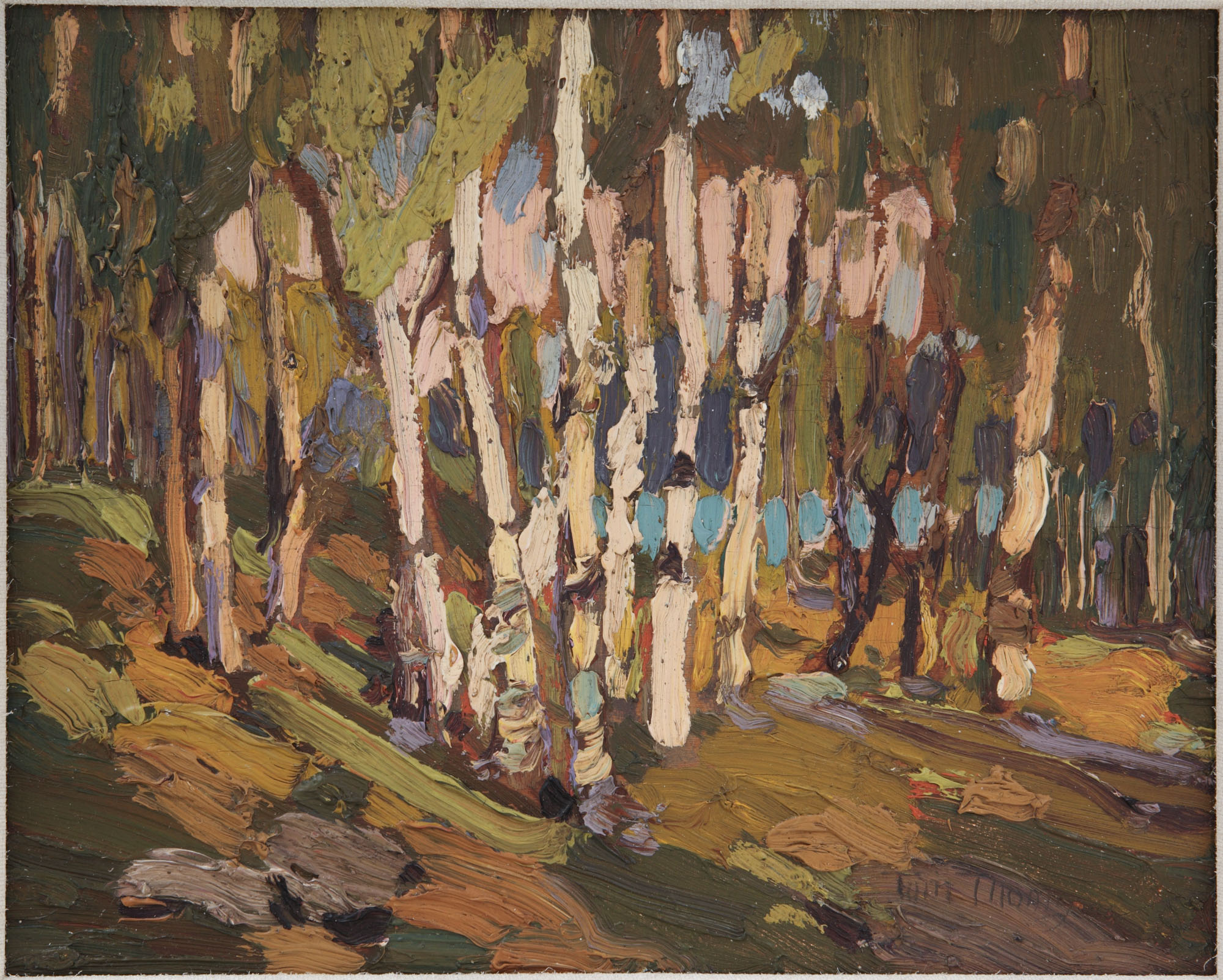
Bílé břízy – 1914 (olej na dřevě)
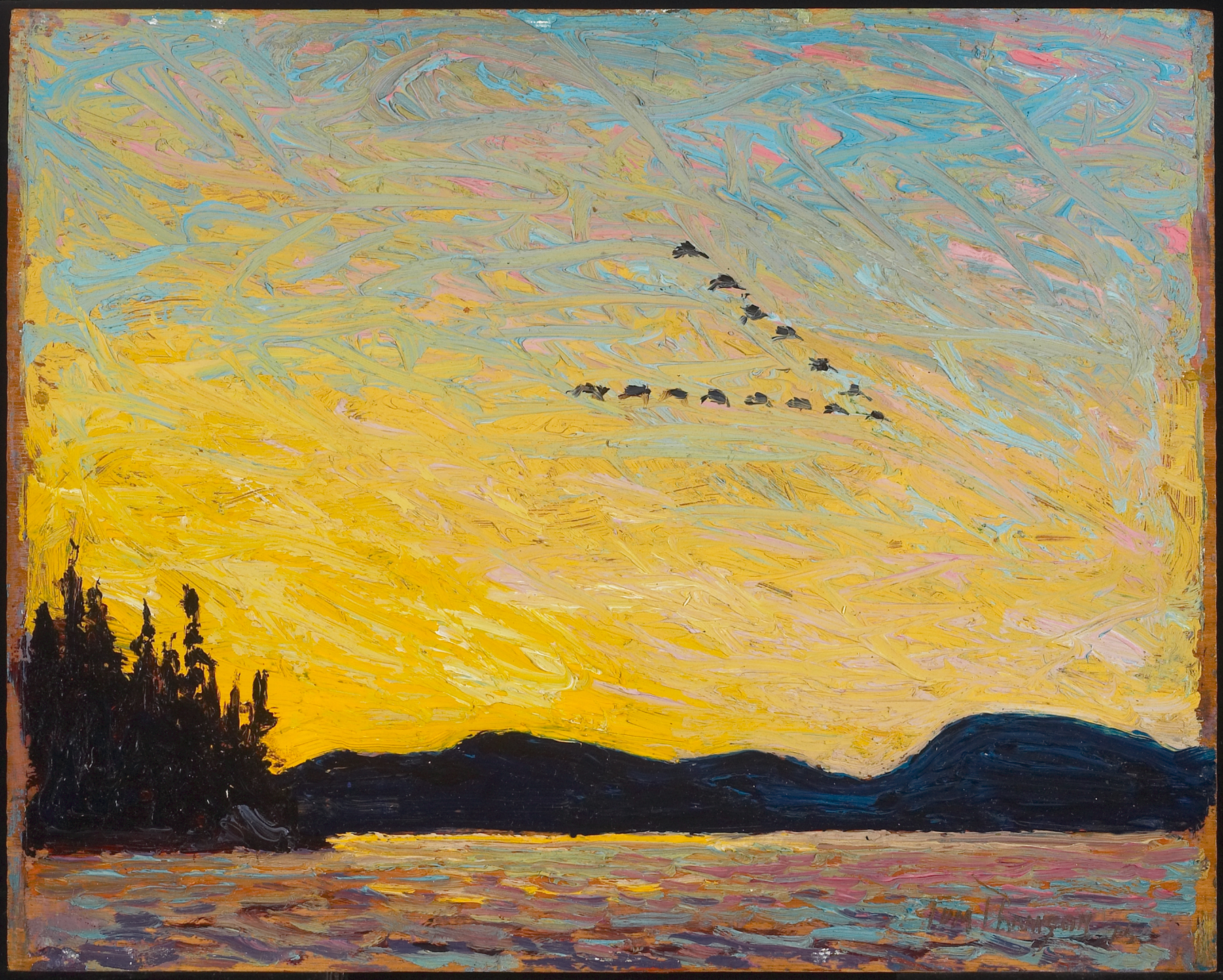
Kulaté jezero – 1914 (olej na dřevě)
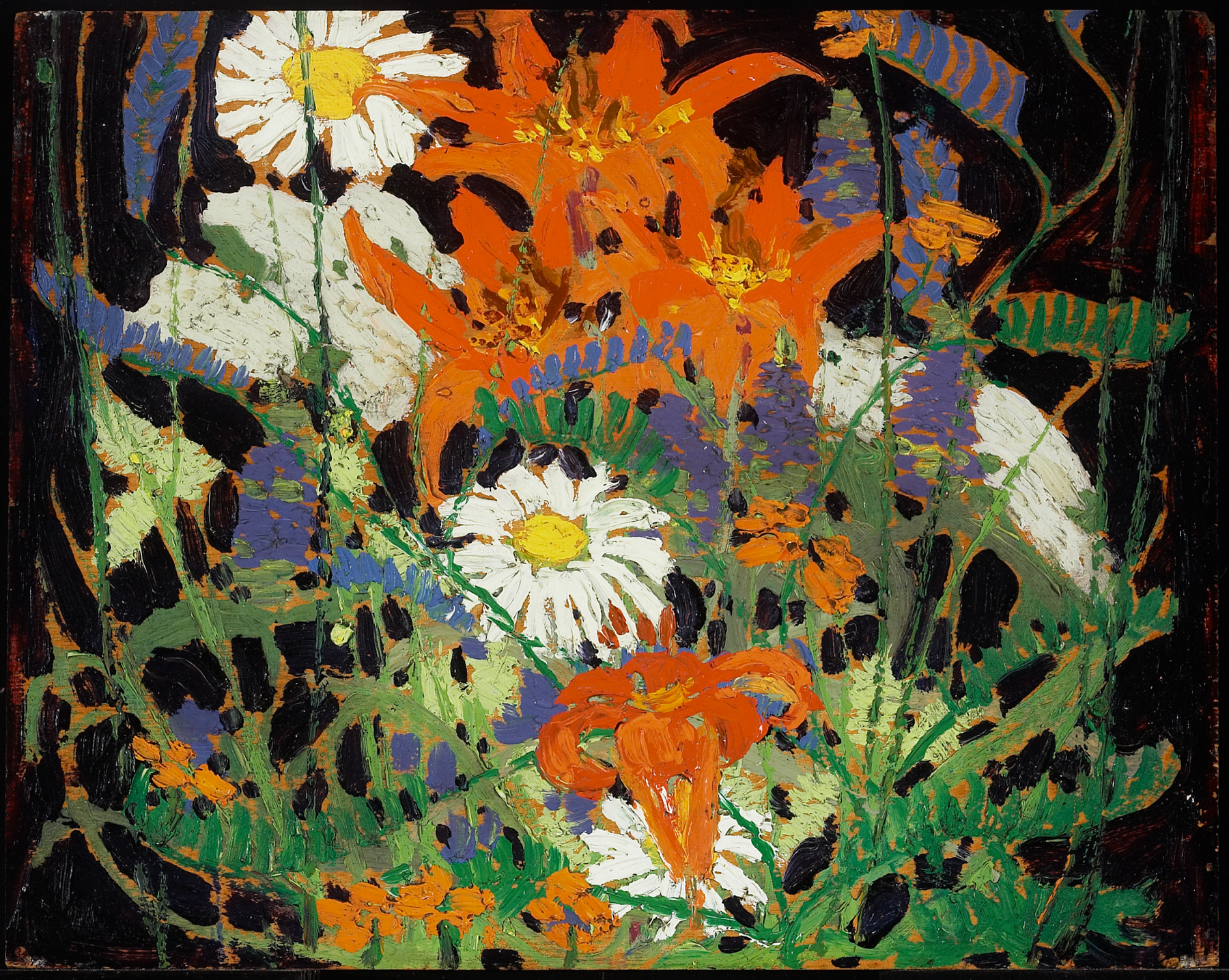
Sedmikrásky – 1915 (olej na dřevě)
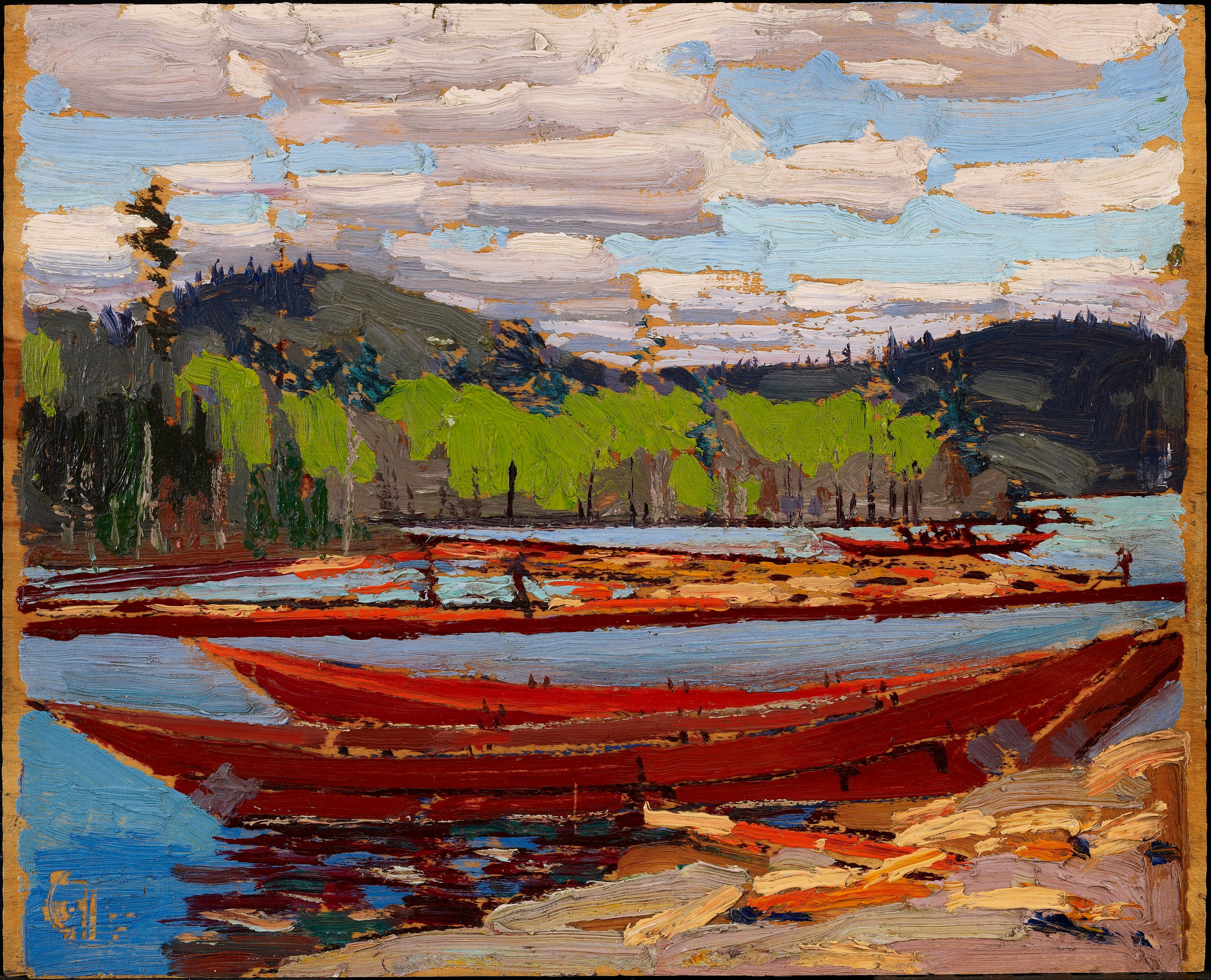
Loďky – 1916 (olej na dřevě)
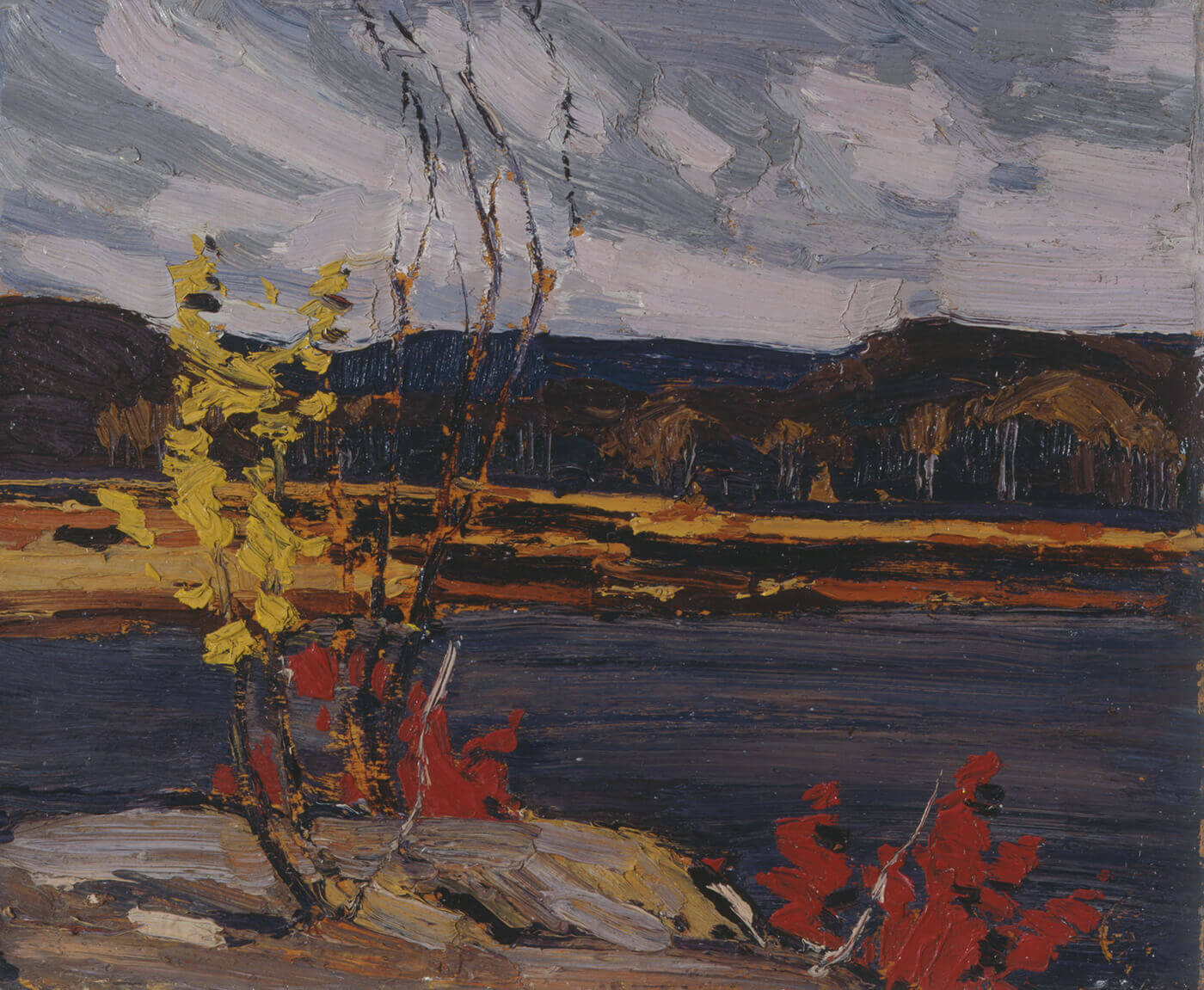
Podzim v parku Algonkin – 1916 (olej na dřevě)
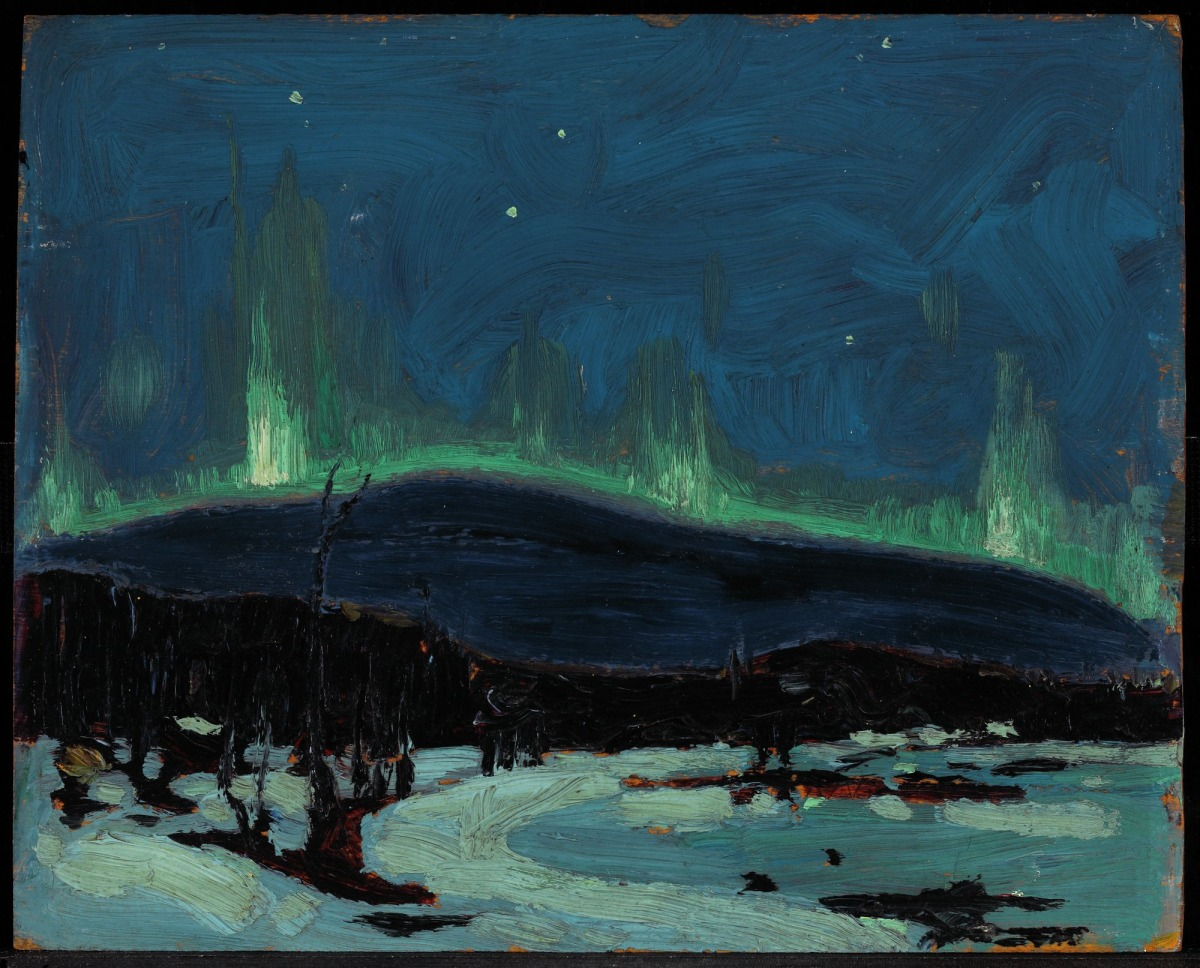
Severní záře – 1917 (olej na dřevě)
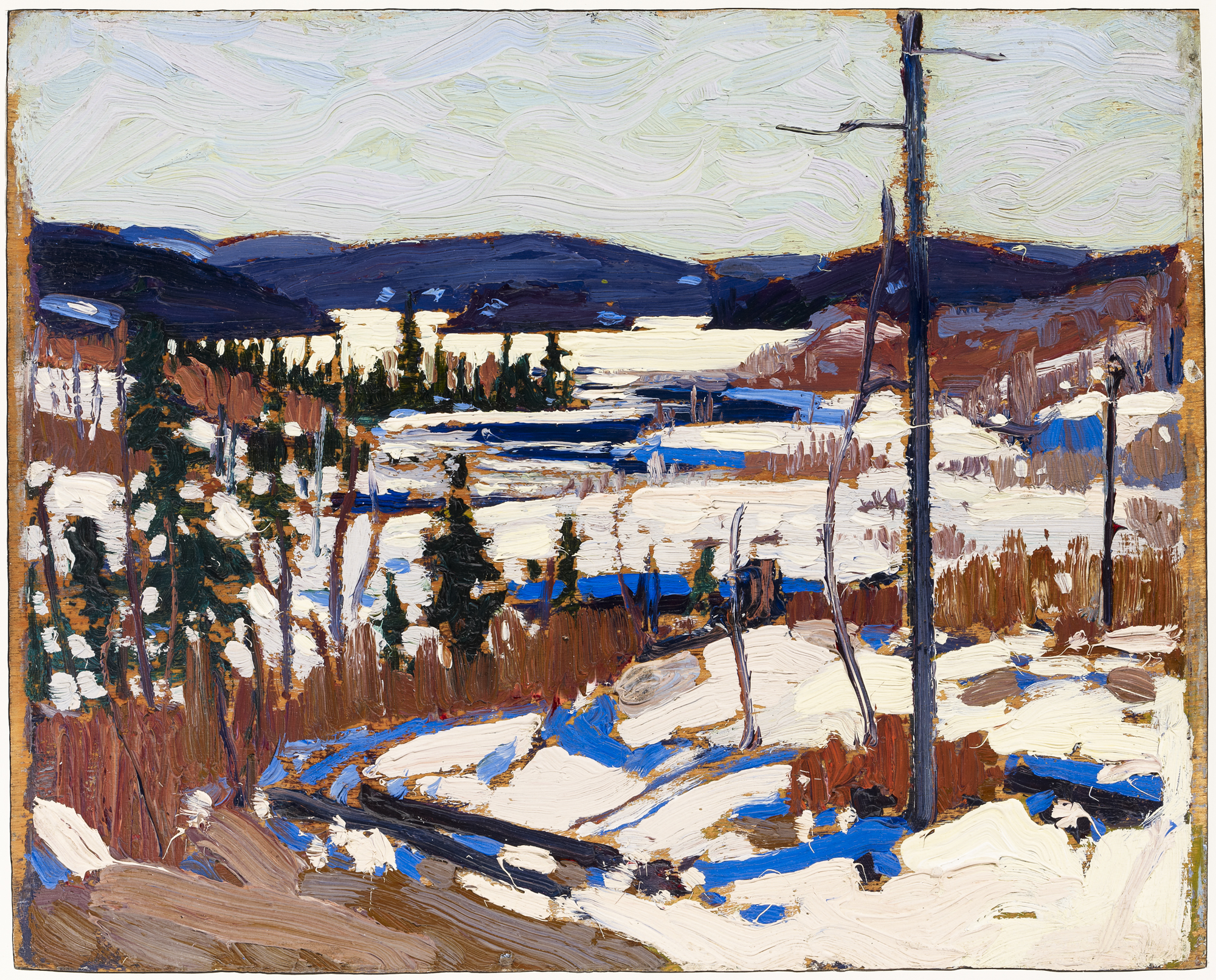
Časné jaro na jezeře Canoe – 1917 (olej na dřevě)